# Weidesleep

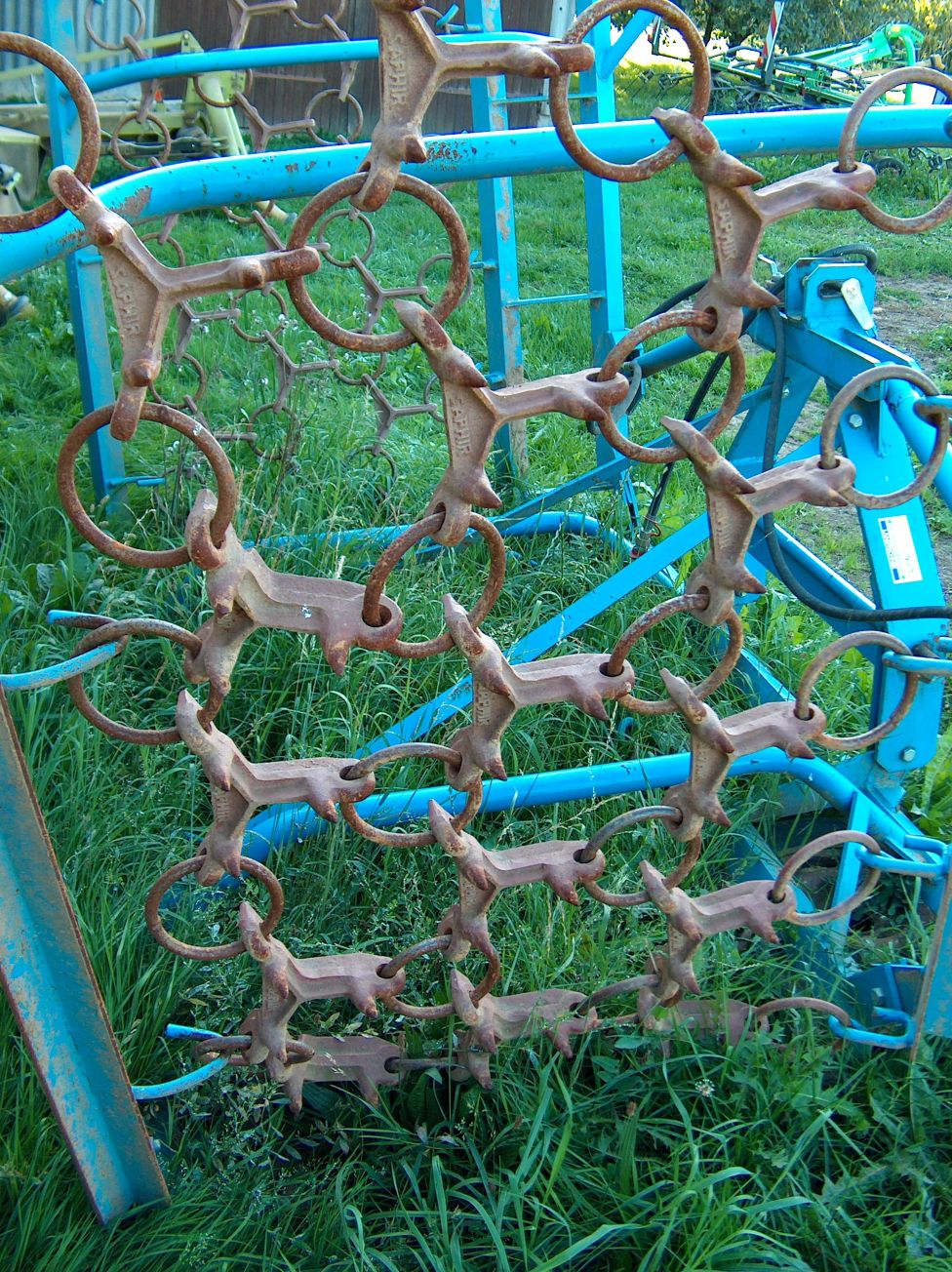
Weidesleep (ingeklapt)

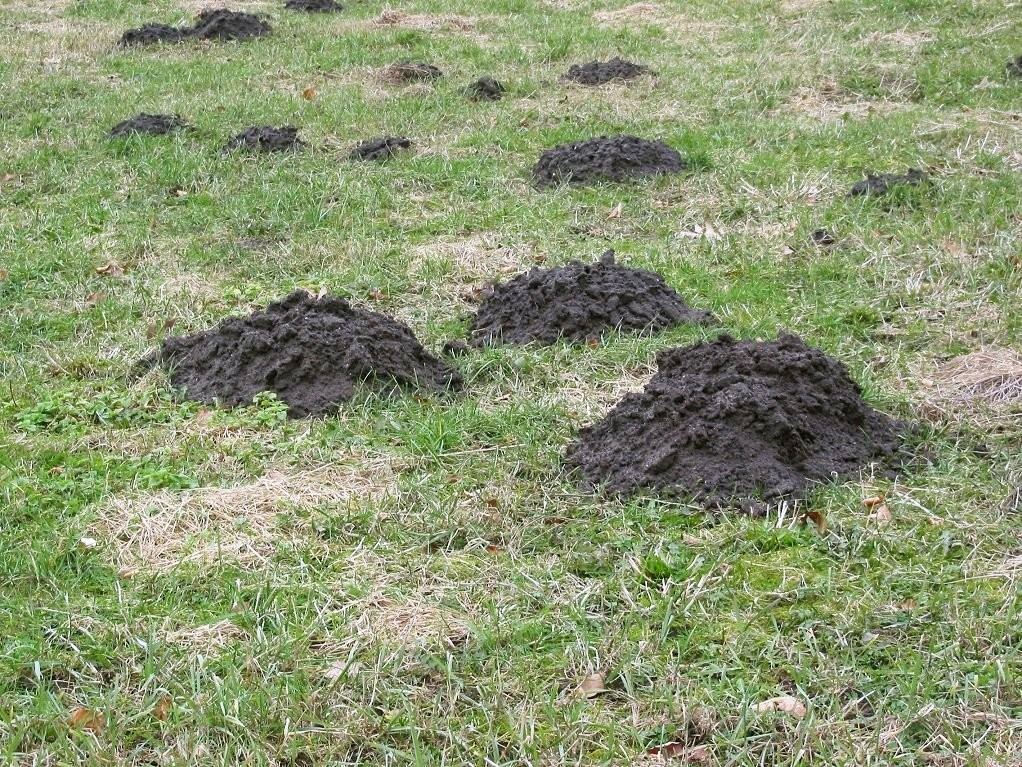
Molshopen

Een weidesleep is een landbouwwerktuig dat achter een tractor wordt bevestigd en als doel heeft het gras te verluchten en eventuele grote stukken aarde, zoals molshopen, of mest (koeienvlaaien) te verdelen in kleinere stukken. Zo krijgen de graszoden meer licht en lucht, waardoor de groei van het gras bevorderd wordt.
Vaak bestaat dit werktuig uit over de lengte doorgesneden autobanden of een netwerk van ijzeren ringen.
Een veehouder kan met de weidesleep het gras beluchten en de molshopen en mest verdelen. De insecten die daarbij vrijkomen zijn weer voer voor de weidevogels. Daarmee wordt voor de weidevogels een betere biotoop gecreëerd.
Door dagelijks door een gebied met een weidesleep te rijden, ook op zaterdagen, zon- en feestdagen, worden broedvogels echter ontmoedigd om zich te nestelen op de locaties van aannemers van grondwerkzaamheden.